# Rhexographium fimbriasporum
Rhexographium fimbriasporum är en svampart som beskrevs av M. Morelet 1995. Rhexographium fimbriasporum ingår i släktet Rhexographium och familjen Microascaceae.   Inga underarter finns listade i Catalogue of Life.